# Rua Coronel Fernando Machado

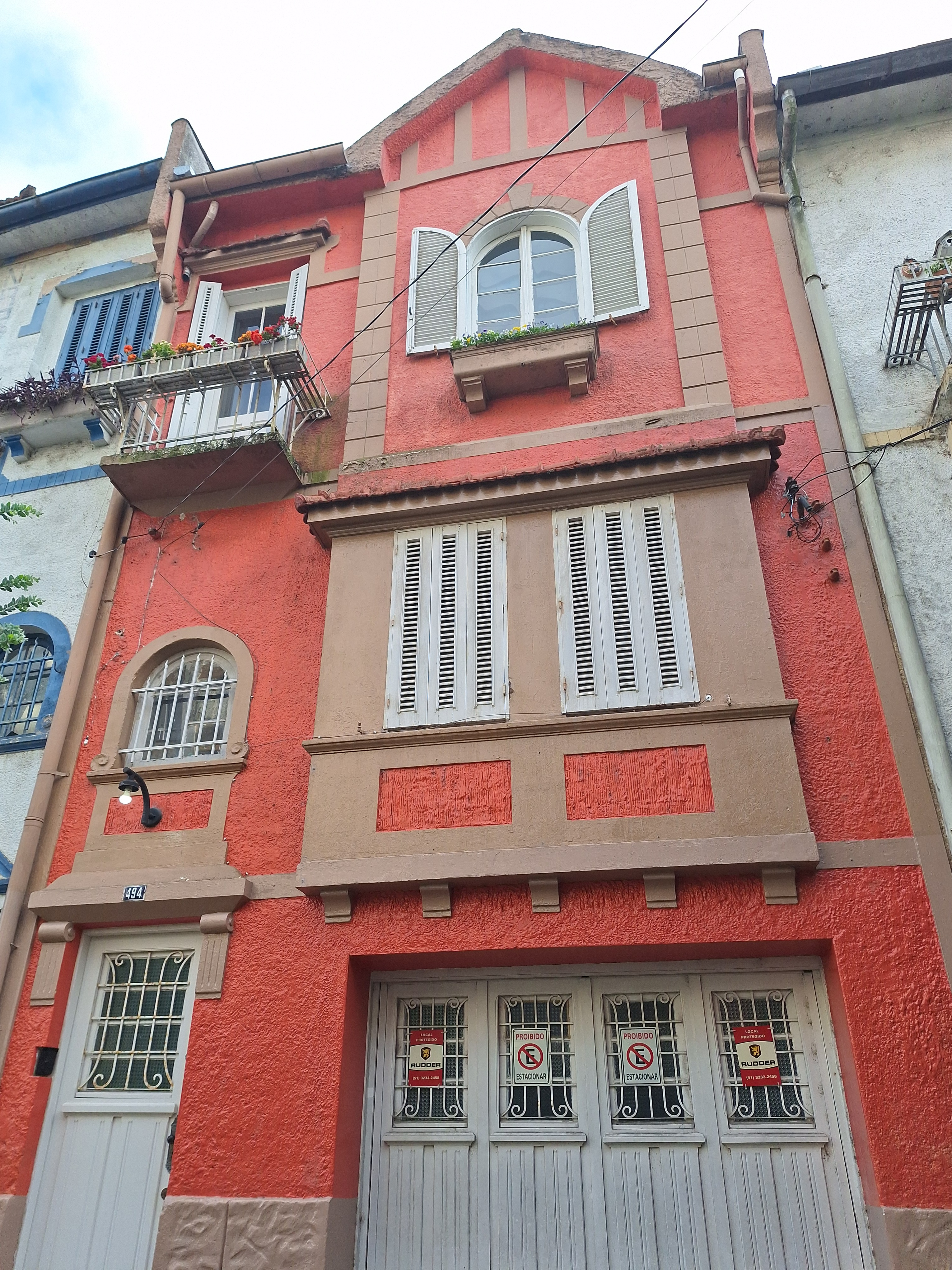
Casa tombada nº 494

A Rua Coronel Fernando Machado é uma via pública da cidade de Porto Alegre, no estado brasileiro do Rio Grande do Sul. Começa na Rua General Vasco Alves e termina na Rua Coronel Genuíno.

## Histórico
A Rua do Arvoredo, que deu origem à Rua Coronel Fernando Machado, ganhou notoriedade por um episódio insólito, um crime ocorrido no século XIX, em que um açougueiro, auxiliado por sua mulher, esquartejava corpos humanos transformando-os em linguiça. O crime foi desvendado pelo cachorro farejador de um menino, vítima do açougueiro. O historiador Décio Freitas tratou do crime no livro O Maior Crime da Terra – O Açougue Humano da Rua do Arvoredo.
Foi uma das primeiras ruas da vila de Porto Alegre. Em 1843, os vereadores determinaram a execução de calçadas aos proprietários da Rua do Arvoredo. Em 1851, a Câmara Municipal autorizou seu procurador a fazer um cano de tábuas nos fundos do palácio do verno, para canalizar as águas que desciam do morro, ali colocando de 20 a 40 carroçadas de aterro. Dois anos depois, foram realizadas obras na Rua do Arvoredo, desde a Rua de Belas (atual Rua General Auto), até o Alto da Bronze (atual Praça General Osório). Embora constando aberta até a Rua General Vasco Alves na planta oficial de 1839, o trecho imediato ao Alto da Bronze talvez se conservasse ainda irregular e intransitável.

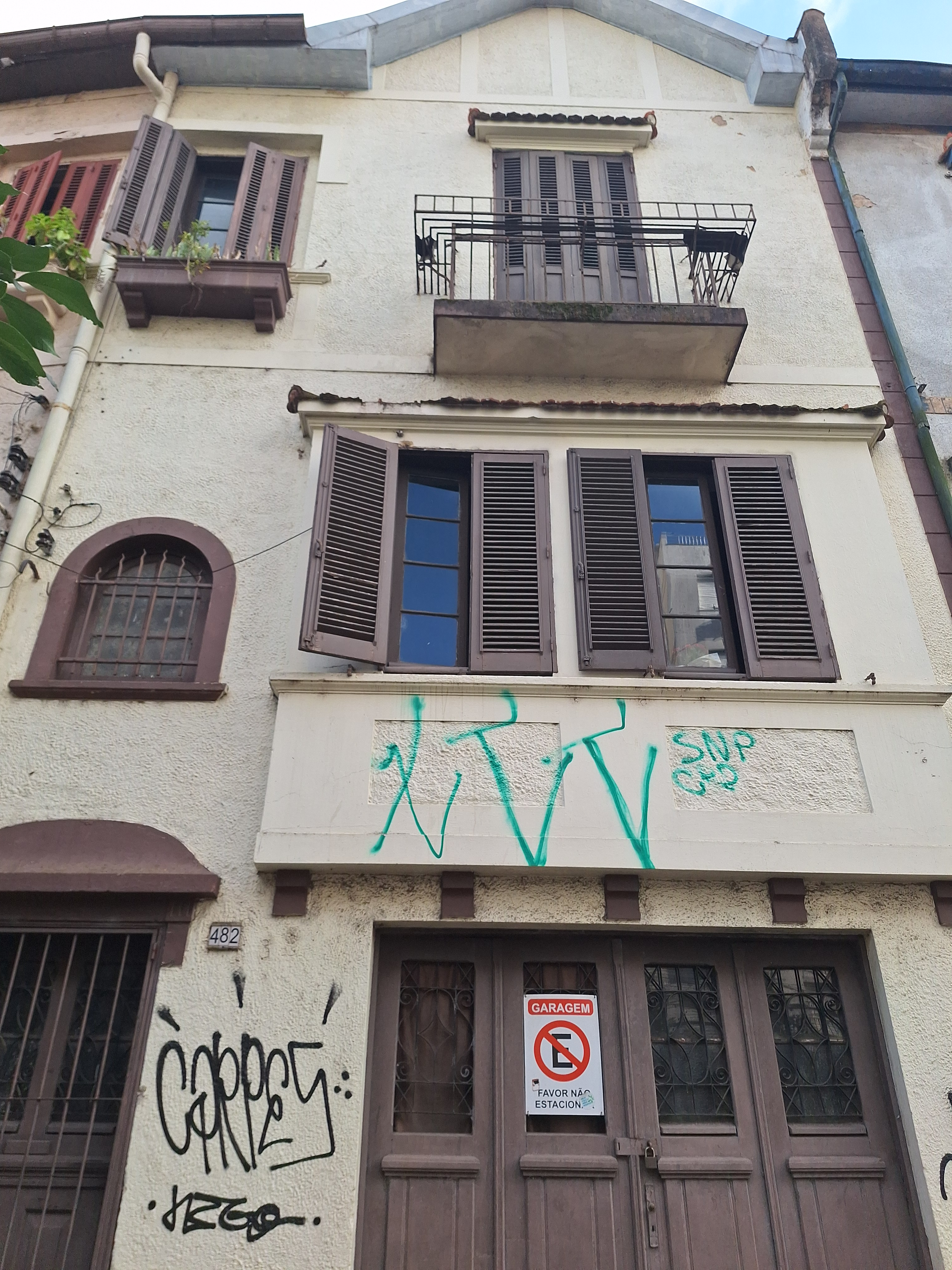
Casa tombada nº 482

A inauguração da Fonte dos Pobres, em 1857, atrás do palácio do Governo, determinou a realização de algumas obras complementares. Os proprietários dos terrenos localizados em frente ao chafariz foram intimados a construírem um muro, para que fosse possível executar o nivelamento e aterro daquele trecho da rua.
Em 1865, foi iniciada a construção do Seminário Diocesano (hoje Cúria Metropolitana de Porto Alegre), na esquina da Rua Espírito Santo. Nesta época, a Câmara concedeu licença ao tambeiro Propício de Abreu para manter vacas leiteiras em seu curral à Rua do Arvoredo.
Em 1870, a Câmara Municipal mudou o nome da Rua do Arvoredo para Coronel Fernando Machado, em homenagem a Fernando Machado de Souza, coronel durante a Batalha de Itororó, em 1868, na Guerra do Paraguai.
A Estatística Predial de 1892 registrou a existência de 234 prédios. No fim do século, havia um trecho da rua que concentrava um grande número de prostíbulos.
Segundo o intendente José Montaury, o calçamento foi executado em 1906. A urbanização da Praça General Osório (Alto da Bronze), a construção da escadaria de acesso à Rua General João Manoel, a abertura da Avenida Borges de Medeiros e o ajardinamento dos fundos do Palácio do Governo foram fatores relevantes na melhoria da Rua Coronel Fernando Machado.

## Tombamento do casario da Rua Fernando Machado

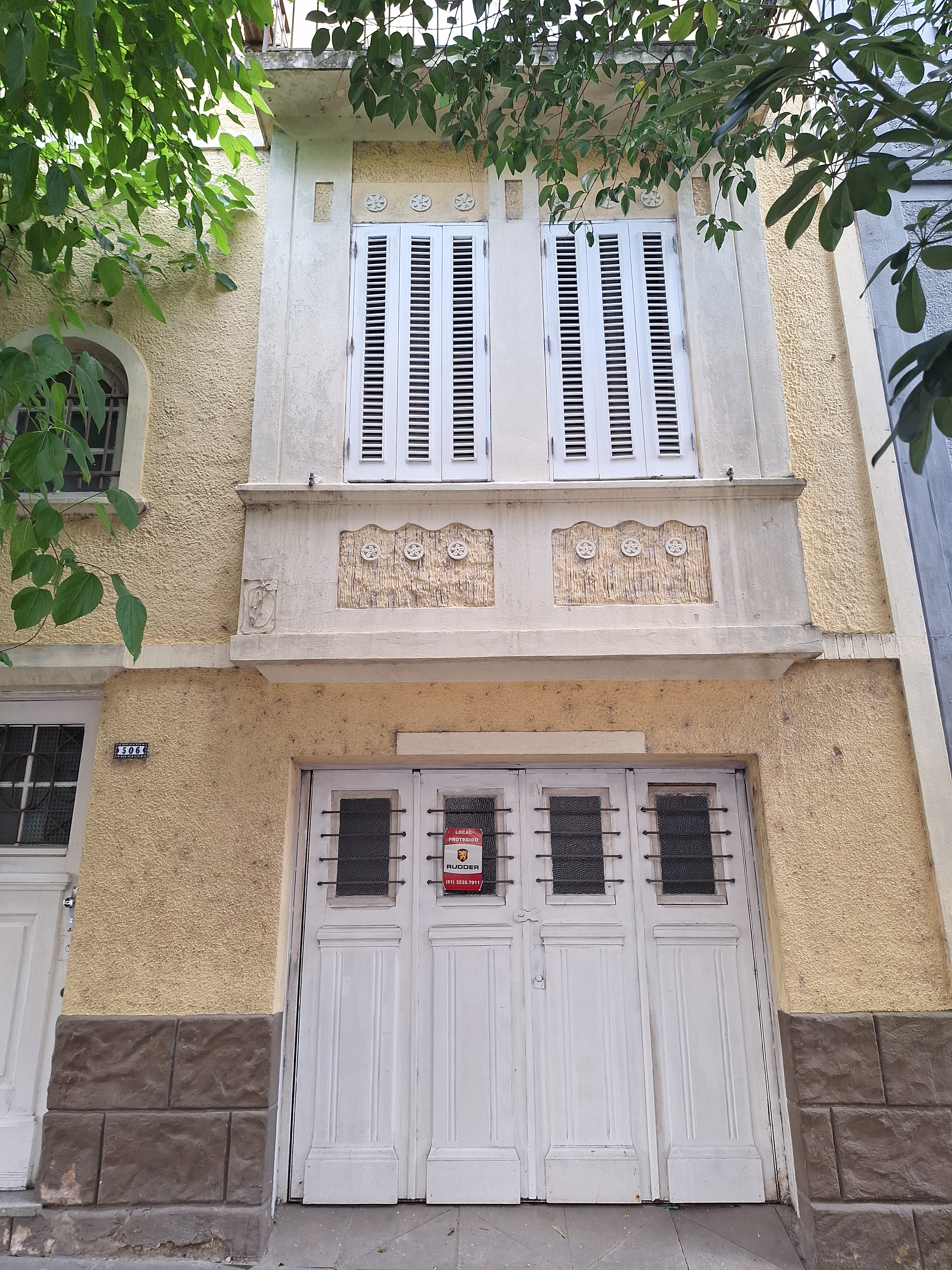
Casa tombada nº 506

Entre 1927 e 1928, Antônio Chaves Barcellos Filho mandou construir o conjunto de casas sobre a área em frente à Rua Coronel Fernando Machado, hoje números 464, 472, 480, 482, 492, 494, 504, 506 e 514. Os construtores das casas foram João Knogl e Theo Backer. Em dezembro de 1929 as casas foram vendidas para Felisberto Barcelos Ferreira de Azevedo.
Os prédios formam um conjunto homogêneo com suas nove casas de três pavimentos geminadas. São construídas em alvenaria de tijolos e cobertas com telhas francesas. As coberturas têm a parte mais alta do telhado longitudinal, perpendicular à fachada da frente e quatro águas.
Os prédios têm as fachadas simétricas, duas a duas, como casas geminadas. No geral, a movimentação nas fachadas é feita pelo desenho das aberturas nos diferentes níveis e alturas dos panos, sacadas e balcão com floreira.
Em 1922, conforme o relatório do intendente José Montaury, foram ali plantados vinte jacarandás na rua. Em 1928 foi planejada a construção do belvedere e escadaria para a Rua Coronel Fernando Machado, com projeto do arquiteto Christiano de La Paix Gilbert, e execução pela empresa do arquiteto Theo Wiederspahn, e com ajuda da família Chaves Barcelos que, sendo dona dos imóveis do quarteirão, custeou um terço do total das despesas.
O casario foi tombado Secretaria Municipal da Cultura e passou a integrar o patrimônio cultural de Porto Alegre.

### Referência bibliográfica
- Franco, Sérgio da Costa. Guia Histórico de Porto Alegre. Porto Alegre: Editora da Universidade (UFRGS)/Prefeitura Municipal, 1992